# صخيبرة
صخيبرة؛ قرية ومركز من فئة (ب) في محافظة الحناكية في منطقة المدينة المنورة في السعودية، تقع في جنوب شرق المدينة المنورة، وتبعد عنها بمسافة تقارب (290) كيلو متر، وعن مهد الذهب بمسافة تقارب (130) كيلو متر.

## السكان
يسكنونه بعض قبائل بني عبدالله من مطير ومن جوارهم من قبائل بني عمرو من حرب ومن قبائل عوف من حرب